# Ocnița-Răzeși, Orhei
Ocnița-Răzeși este un sat din cadrul comunei Cucuruzeni din raionul Orhei, Republica Moldova